# Bryce Elder
Bryce Cason Elder (Decatur, Texas, 19 de mayo de 1999), más conocido como Bryce Elder, es un jugador profesional estadounidense de béisbol que se desempeña en la posición de lanzador en Atlanta Braves, equipo de las Grandes Ligas de Béisbol (MLB).

## Carrera
En 2022, Elder hizo su debut en la MLB con el equipo Atlanta Braves, donde lleva jugando tres temporadas.